# Amiens
Amiens (AFI: /aˈmjɛ̃/; Anmien o Anmyin in piccardo) è una città francese di 137 027 abitanti situata nel dipartimento della Somme nella regione dell'Alta Francia. Il territorio comunale ospita la confluenza del fiume Selle nella Somme. Ad Amiens sorge la cattedrale gotica più grande della Francia, intitolata a Notre-Dame.

## Geografia fisica

### Cantoni
Amiens è divisa amministrativamente in 7 cantoni:
- il cantone di Amiens-1 contiene solo parte della città;
- il cantone di Amiens-2 contiene parte della città e i 10 comuni di Allonville, Bertangles, Cardonnette, Coisy, Montonvillers, Poulainville, Querrieu, Rainneville, Saint-Gratien e Villers-Bocage;
- il cantone di Amiens-3 contiene parte della città e i 7 comuni di Aubigny, Bussy-lès-Daours, Camon, Daours, Lamotte-Brebière, Rivery, Vecquemont e Boisbergues;
- il cantone di Amiens-4 contiene parte della città e i 6 comuni di Blangy-Tronville, Cachy, Gentelles, Glisy, Longueau e Villers-Bretonneux;
- il cantone di Amiens-5 contiene parte della città e i due comuni di Boves e di Cagny;
- il cantone di Amiens-6 contiene parte della città e i 5 comuni di Dury, Hébécourt, Rumigny, Sains-en-Amiénois e Saint-Fuscien;
- il cantone di Amiens-7 contiene parte della città e i 4 comuni di Pont-de-Metz, Saleux, Salouël e Vers-sur-Selle.

Prima della riforma del 2014 (entrata in vigore con le elezioni dipartimentali del 2015), era invece divisa in 8 cantoni:
- il cantone di Amiens-Ovest era formato da parte della città e dai comuni di Dreuil-lès-Amiens e Saveuse (21 188 abitanti);
- il cantone di Amiens-Nord-Ovest era formato da parte della città e dai comuni di Argœuves e Saint-Sauveur (14 434 abitanti);
- il cantone di Amiens-Nord-Est era formato da parte della città e dal comune di Rivery (18 506 abitanti);
- il cantone di Amiens-Est era formato da parte della città e dai comuni di Camon e di Longueau (24 118 abitanti);
- il cantone di Amiens-Sud-Est era formato da parte della città e dal comune di Cagny (24 596 abitanti);
- il cantone di Amiens-Sud era formato da parte della città (17 113 abitanti);
- il cantone di Amiens-Sud-Ovest era formato da parte della città e dal comune di Pont-de-Metz (19 645 abitanti);
- il cantone di Amiens-Nord era formato da parte della città e dai comuni di Allonville, Poulainville e Bertangles (18 209 abitanti).

## Storia
La civiltà acheuleana che si sviluppò nel paleolitico prese nome dal primo insediamento rinvenuto presso Saint-Acheul, oggi sobborgo di Amiens.
Fu il centro principale della tribù gallica degli Ambiani. In epoca romana la città era chiamata Samarobriva (che significava "ponte sulla Somme"). I Romani capirono subito l'importanza strategica della città; Giulio Cesare vi ebbe la propria sede invernale dal 54 a.C. al 53 a.C..
Lo sviluppo urbano della città si deve all'imperatore Claudio, che sfruttò la sua posizione in funzione della campagna per la conquista della Britannia. 
Amiens divenne quindi un importante nodo stradale sulla direttrice Lione-Boulogne, il principale della Gallia del nord.
Durante questa epoca furono costruite le terme, un grande foro e un anfiteatro.
Nel 287 San Firmino fu il primo a tentare di predicare il Cristianesimo nella città e per questo fu catturato e decapitato nell'anno 303.
Secondo la tradizione, San Martino di Tours, quando era ancora un soldato romano, divise il proprio mantello per regalarne la metà ad un mendicante, nei pressi di Amiens.
Durante il secolo IV l'anfiteatro fu trasformato in fortezza, il Castillon.
La città fu teatro delle incursioni di Alani, Vandali e Burgundi.
Nel medioevo (V secolo) la città fu conquistata dai Merovingi sotto la guida di Clodione e successivamente (859 e 882) dai Normanni. In quest'ultimo attacco i Normanni saccheggiarono la città e incendiarono la cattedrale.
Sebbene molte altre città della regione la precedettero, Amiens si costituì in municipio soltanto nel 1113. La domenica delle palme del 1115 il re Luigi VI di Francia si recò ad Amiens per sostenere gli abitanti contro Enguerrand de Boves, l'allora vescovo di Amiens, che rifiutava il riconoscimento dell'istituzione di una carta dei diritti municipali.
Donata alla Borgogna con il Trattato di Arras (1435) e successivamente acquistata da Luigi XI di Francia nel 1477, Amiens fu conquistata a sorpresa dagli spagnoli nel 1597, grazie ad una tecnica di assalto assai simile a quella del cavallo di Troia.
Enrico IV di Francia riconquistò la città al termine di un assedio durato 6 mesi.
Nel 1802 Giuseppe Bonaparte e Charles Cornwallis firmarono ad Amiens l'omonimo trattato che sanciva la pace tra Francia ed il Regno Unito. Nel trattato il Regno Unito riconosceva la Francia Repubblicana ponendo di fatto fine alla Seconda coalizione. La pace che ne conseguì ebbe la breve durata di un anno.
Durante i secoli XVIII e XIX Amiens ebbe un forte sviluppo industriale e fiorirono numerose ed importanti industrie tessili. Nel 1848 Amiens fu raggiunta dalla linea ferroviaria.
Nel 1906 si tenne ad Amiens uno storico congresso sindacale, promosso dalla Confédération générale du travail (CGT), al termine del quale fu redatta la Carta d'Amiens, considerato il documento principale del sindacalismo francese, in particolare di quella parte che inneggiava alla lotta di classe.
Amiens subì pesanti bombardamenti durante i due conflitti mondiali. Al termine della prima guerra mondiale oltre 7 000 edifici risultavano essere stati distrutti e più di 3 000 danneggiati.
Durante la seconda guerra mondiale Amiens fu di nuovo pesantemente bombardata. I bombardamenti fortunatamente risparmiarono la cattedrale e i quartieri di Henriville e Saint-Leu.

## Società

### Evoluzione demografica
Abitanti censiti
| 1851   | 1936   | 1946   | 1962    | 1968    | 1975    | 1982    | 1990    | 1999    | 2005    |
| ------ | ------ | ------ | ------- | ------- | ------- | ------- | ------- | ------- | ------- |
| 52 149 | 93 773 | 84 774 | 105 433 | 117 888 | 131 476 | 131 332 | 131 872 | 135 501 | 136 000 |

## Clima
| Amiens              | Mesi | Mesi | Mesi | Mesi | Mesi | Mesi | Mesi | Mesi | Mesi | Mesi | Mesi | Mesi | Stagioni | Stagioni | Stagioni | Stagioni | Anno |
| Amiens              | Gen  | Feb  | Mar  | Apr  | Mag  | Giu  | Lug  | Ago  | Set  | Ott  | Nov  | Dic  | Inv      | Pri      | Est      | Aut      | Anno |
| ------------------- | ---- | ---- | ---- | ---- | ---- | ---- | ---- | ---- | ---- | ---- | ---- | ---- | -------- | -------- | -------- | -------- | ---- |
| T. max. media (°C)  | 5,8  | 6,8  | 10,9 | 14,1 | 17,7 | 20,8 | 22,6 | 22,5 | 20,1 | 15,0 | 9,7  | 6,7  | 6,4      | 14,2     | 22,0     | 14,9     | 14,4 |
| T. min. media (°C)  | 0,4  | 0,8  | 2,6  | 5,0  | 8,0  | 10,8 | 12,7 | 12,8 | 10,9 | 7,3  | 4,0  | 1,7  | 1,0      | 5,2      | 12,1     | 7,4      | 6,4  |
| Precipitazioni (mm) | 54   | 44   | 46   | 40   | 51   | 51   | 53   | 52   | 58   | 61   | 68   | 56   | 154      | 137      | 156      | 187      | 634  |

## Monumenti e luoghi d'interesse
Cattedrale di Notre Dame

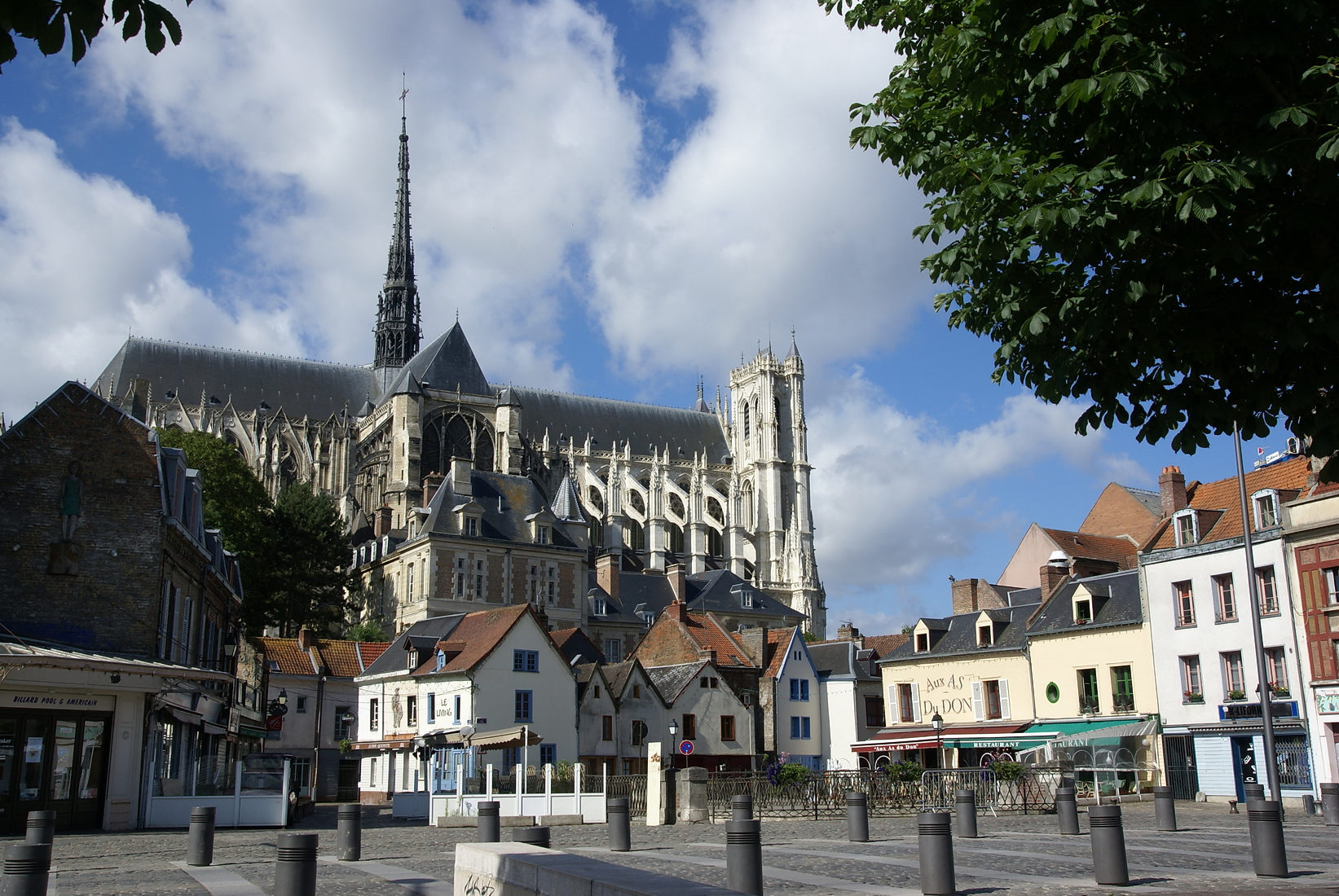
La Cattedrale di Amiens domina il centro storico

La cattedrale Notre-Dame di Amiens, con i suoi oltre 7 000 m² di superficie, è la più vasta delle cattedrali francesi. La sua struttura costituisce un tutto armonico, fedele ai canoni del Gotico classico definiti a Chartres, ma anche rivoluzionario per la sua concezione basata sulla grandiosità. Dal 1981 è iscritta nell'elenco dei Patrimoni mondiali dell'umanità dell'UNESCO.
- Maison du Sagittaire

La Casa del Sagittario venne costruita nel 1593 per il mercante di tessuti Jean Bultel, venne distrutta dai bombardamenti del 1940. Si salvò solo la facciata, che venne ricomposta nel sito attuale. Rappresenta un bell'esempio di decorazione rinascimentale.
- Logis du Roi

Anticamente sede del Capitolo di Notre-Dame, venne rifatto fra il 1520 e il 1525 come residenza dei governatori della Piccardia.
- Maison du Bailliage

La Casa del balivo è una bella costruzione rinascimentale eretta verso il 1541.
- Cirque Jules-Verne

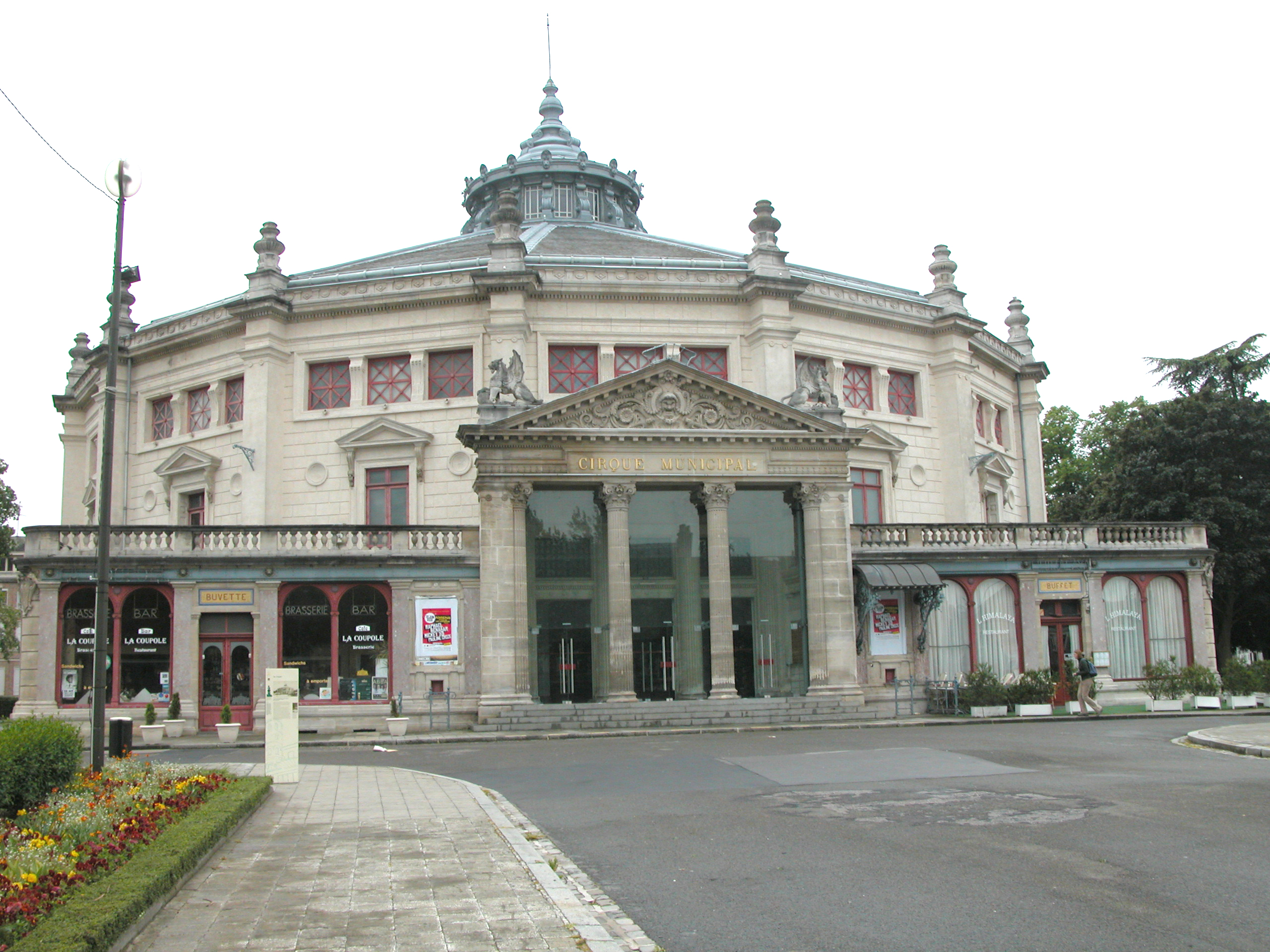
Cirque Jules-Verne

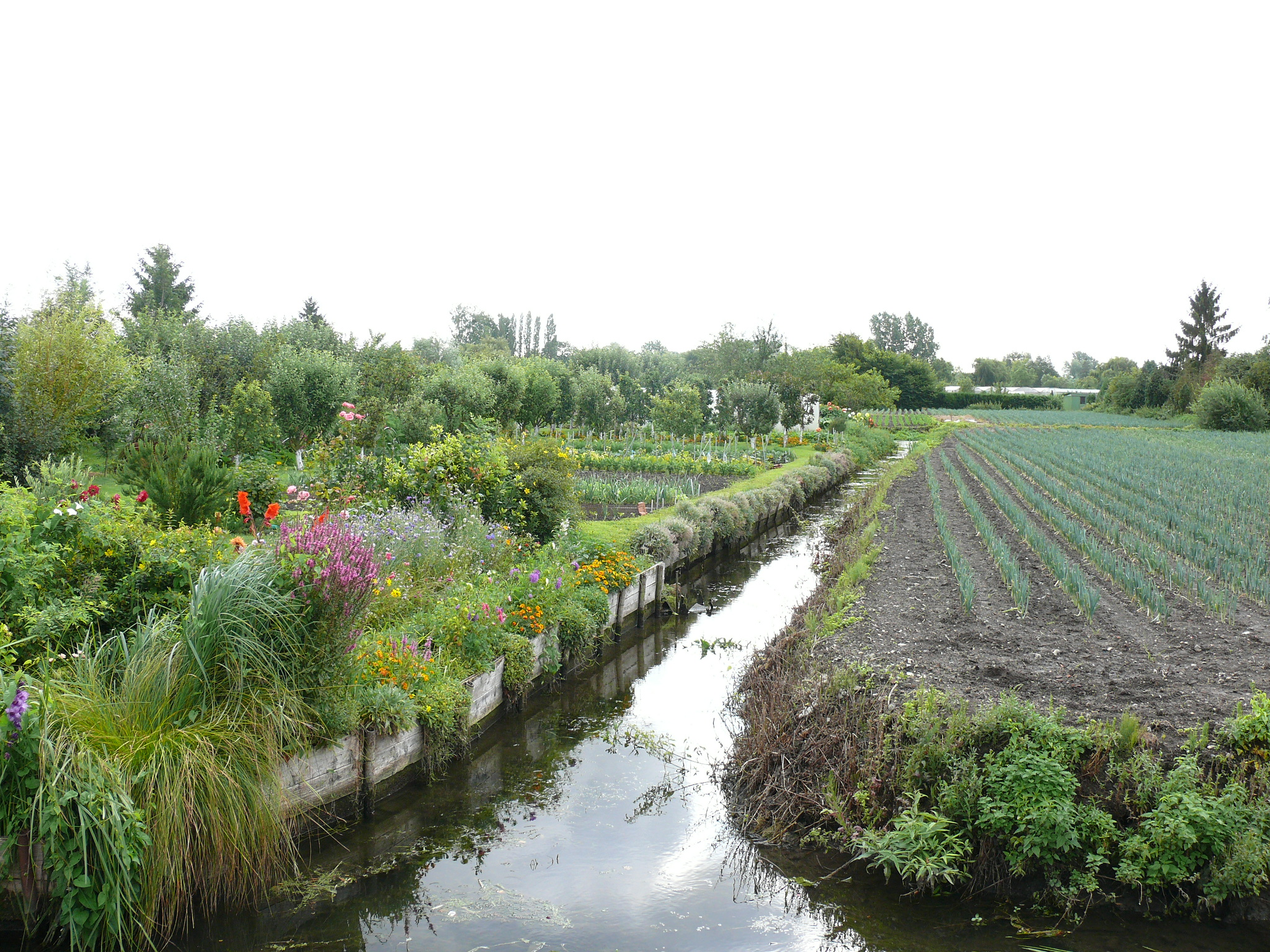
Gli hortillonages di Amiens

Il Cirque Jules-Verne, costruito su un progetto di Émile Ricquier, allievo di Gustave Eiffel, ha forma poligonale a 16 lati, venne inaugurato da Jules Verne nel 1889 in occasione del centenario della rivoluzione francese per ospitare le tradizionali festività di San Giovanni.

È stato teatro per le riprese del film I clowns di Federico Fellini.
- Torre Perret

Uno dei primi grattacieli d'Europa. Rasa al suolo nel 1944 durante un bombardamento e ricostruita tra il 1948 e il 1954. È alta 110 metri e vanta trenta piani. Fu progettata dall'architetto Auguste Perret.
- Casa di Jules Verne

Riaperta al pubblico come museo nel 2006. Il cimitero cittadino ospita la tomba del celebre scrittore.
- Hortillonnages

Gli Hortillonnages sono un insieme di canali e giardini, che si estendono per un'area di circa 300 ettari in prossimità del centro della città. I canali sono navigabili con piccole imbarcazioni dal fondo piatto. Ai piedi della cattedrale cittadina si trova il Porto d'Amont, presso il quale ogni settimana si tiene il "mercato cittadino sull'acqua".
- Museo di Piccardia (Musée de Picardie)

Museo di arte e archeologia che conserva sia reperti di epoca preistorica che oggetti dell'antico Egitto, dell'antica Grecia e di epoca romana che opere d'arte medievali e di epoca moderna, fino al XX secolo.

## Amministrazione

### Gemellaggi
- Dortmund
- Görlitz
- Darlington
- Tulsa, dal 2005

## Sport

### Calcio
L'Amiens SC milita nel campionato di Ligue 2, il secondo livello del campionato transalpino. Il risultato di maggior prestigio è stato il raggiungimento della finale di Coppa di Francia nel 2001 persa ai rigori contro lo Strasburgo.